# Seleção Uruguaia de Polo
A Seleção Uruguaia de Polo é a seleção nacional de polo do Uruguai, administrada pela Associação Uruguaia de Polo (AUP) e representa o Uruguai nas competições internacionais de polo. É uma das principais seleções do Campeonato Mundial de Polo, tendo conquistado o bronze no Campeonato do Mundo de Polo de 2022, a qual foi sua única participação.
O polo foi introduzido no Uruguai por volta de 1910, e fortaleceu-se nas décadas seguintes, competindo frente à fortes equipes vizinhas, como Argentina, Brasil e Chile, e alcançando o auge no século XXI ao classificar-se para o mundial após passar invicto pelas eliminatórias sul-americanas.

## Torneios

### Olimpíadas
O polo foi introduzido nos Jogos Olímpicos na edição de Paris 1900. Com participações intercaladas em outras três Olimpíadas, o polo foi removido do programa olímpico após os Jogos de Berlim 1936, sem participação uruguaia.

### Campeonatos do Mundo
A Seleção Uruguaia de Polo obteve como melhor resultado um terceiro lugar em 2022, sendo uma das quatro melhores seleções sul-americanas na história dos Campeonatos do Mundo.
| Ano  | Sede             | Classificação     | Ref.   |
| ---- | ---------------- | ----------------- | ------ |
| 1987 | Buenos Aires     | Não se qualificou | [ 12 ] |
| 1989 | Berlim Ocidental | Não se qualificou | [ 13 ] |
| 1992 | Santiago         | Não se qualificou | [ 14 ] |
| 1995 | São Maurício     | Não se qualificou | [ 15 ] |
| 1998 | Santa Barbara    | Não se qualificou | [ 16 ] |
| 2001 | Melbourne        | Não se qualificou | [ 17 ] |
| 2004 | Chantilly        | Não se qualificou | [ 18 ] |
| 2008 | Cidade do México | Não se qualificou | [ 19 ] |
| 2011 | Estancia Grande  | Não se qualificou | [ 20 ] |
| 2015 | Santiago         | Não se qualificou | [ 21 ] |
| 2017 | Sydney           | Não se qualificou | [ 22 ] |
| 2022 | Sydney           | 3                 | [ 3 ]  |